# Adelaide Phillipps
Adelaide Phillipps (Stratford-upon-Avon, Anglaterra, 26 d'octubre de 1833 – Karlsbad, Alemanya, 3 d'octubre de 1882) fou una cantant alemanya d'òpera.
S'educà a Boston, i primer es dedicà al teatre, treballant com a ballarina i com a actriu, però després es consagrà al cant, i fou deixebla del cèlebre Manuel Patricio Rodríguez Sitches (més conegut com a Manolo García). Debutà com a cantatriu a Milà en el paper de Rossina de El barber de Sevilla el 1854, després cantà a Nova York i a l'Havana, retornant després a Europa. A partir del 1879 es dedicà a la opereta, i dos anys més tard, ja malalta, abandonà el teatre, morint poc temps després.